# Oresbius arridens
Oresbius arridens là một loài tò vò trong họ Ichneumonidae.